# غهرة (غهرة)
غهرة (بالفارسية: گهره) هي قرية تقع في إيران في قسم غهرة الريفي. يقدر عدد سكانها بـ 399 نسمة وترتفع عن سطح البحر 640 متر.